# فرخنده زمردی
فرخنده زمردی (نام علمی: Tangara florida) یک گونه از پرندگان خانواده فرخندگان است. در کلمبیا، کاستاریکا، اکوادور و پاناما یافت می‌شود. این پرنده در سال 1869 توسط پرنده‌شناسان انگلیسی PL Sclater و Osbert Salvin توصیف شد، گونه‌ای که طول میانگین آن ۱۰٫۶–۱۳ سانتیمتر (۴٫۲–۵٫۱ اینچ) و جرم آن ۱۸–۲۰٫۵ گرم (۰٫۶۳–۰٫۷۲ اونس) است. می‌توان آن را با پرهای سبز روشن، با رگه‌های سیاه در پشت و بال‌ها، و نوک و لکه‌های گوش سیاه‌رنگ تشخیص داد. همچنین دارای رنگ زرد در تاج و دمگاه است. این گونه دارای دوشکلی جنسی خفیف است، به طوری که ماده‌ها کدرتر هستند و به جای رنگ زرد روی سر، رنگ زرد مایل به سبز دارند.

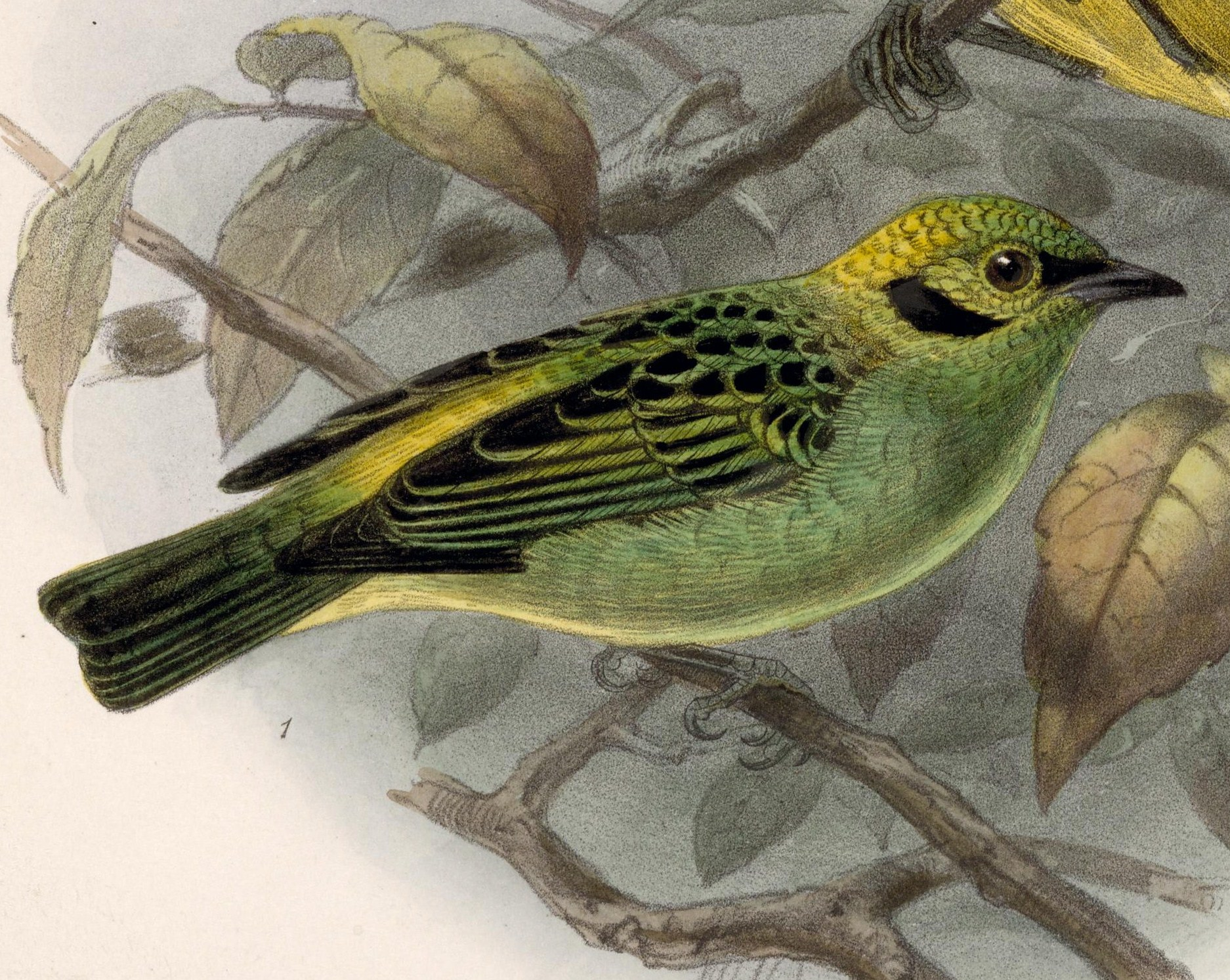
نگارگری توسط جان جرارد کیولمنز